# Anxiété généralisée
 (février 2014).
 (novembre 2011).
Si vous disposez d'ouvrages ou d'articles de référence ou si vous connaissez des sites web de qualité traitant du thème abordé ici, merci de compléter l'article en donnant les références utiles à sa vérifiabilité et en les liant à la section « Notes et références ».
 Mise en garde médicale
L'anxiété généralisée, aussi nommée trouble anxieux généralisé, est une affection psychiatrique, statistiquement plus fréquente chez les femmes que chez les hommes (2 fois plus de femmes touchées que d'hommes) et chez les jeunes adultes. Elle se caractérise par des manifestations physiques paroxystiques sur fond d'anxiété permanente. Les aspects psychologiques ou leurs équivalents somatiques sont nombreux et variés, l'anxiété et l'inquiétude excessive est alimentée par plusieurs situations ou événements quotidiens. Ce trouble peut se caractériser notamment par un sentiment d'insécurité et par la présence constante d'inquiétudes difficilement contrôlables qui peuvent avoir un impact sur la vie courante.

## Description et symptomatologie
L'anxiété est un phénomène physiologique naturel à l'origine de symptômes psychologiques et physiques. Bien que nécessaire à la survie, un excès d'anxiété peut être très handicapant et sous-tendre un syndrome d'anxiété généralisée.
À la différence de personnes souffrant d'anxiété non généralisée, si celle-ci est généralisée, la personne devient non fonctionnelle. En effet, elle n'est plus fonctionnelle puisqu'elle s'inquiète de tout, tels que le futur, la santé, les relations interpersonnelles, l'économie, etc. Ces inquiétudes obnubilent les pensées sur de longues périodes de temps rendant alors toutes autres réflexions impossibles.
Des scénarios, ne se concrétisant fort probablement pas, se frayent un chemin dans la tête de la personne puisque cette dernière tente de se protéger de l'inconnu en inventant des scénarios. Ces derniers apportent avec eux de l'anxiété et de l'inquiétude provoquant alors des conséquences nuisant à la vie de la personne et à ceux qui la côtoient.
Ces conséquences peuvent être une agitation persistante, de la fatigue à tout moment alors que le sommeil se fait difficile, un manque de concentration dans les tâches à accomplir ou des activités à long terme, telle que la lecture. Il peut aussi y avoir des courbatures ainsi que des tensions musculaires, en plus d'une irritation irrationnelle. En plus de pouvoir créer des distorsions dans des relations, ces conséquences effritent le moral de la personne, pouvant alors mener à une dépression.
L'anxiété généralisée peut être caractérisée selon différents symptômes :
- une anxiété et des inquiétudes ou des soucis excessifs survenant, de façon générale, tous les jours au cours d'une période d'au moins 6 mois, à propos de certaines activités (en particulier celles qui sont reliées à l'école pour les enfants) ;
- une difficulté à contrôler cette anxiété et à oublier ses soucis, une tendance à anticiper le pire ;
- l'anxiété et les soucis sont associés à au moins trois des symptômes suivants :
  - agitation ou sensation d'être survolté ou à bout,
  - fatigabilité,
  - difficulté de concentration ou trous de mémoire,
  - irritabilité,
  - tension musculaire,
  - perturbation du sommeil et, en particulier, difficulté d'endormissement ou réveils nocturnes ; (dus à des idées noires qui agiraient inconsciemment lors du sommeil), cauchemars récurrents,
  - spasmes et douleurs au ventre pouvant parfois être très violents et récurrents, et provoquer des vomissements,
  - potomanie : besoin permanent de boire de l'eau,
  - perturbation de l'alimentation, due notamment aux maux de ventre et spasmes, pouvant (rarement) entraîner une déshydratation,
  - épuisement et fébrilité (si les troubles durent) laissant le champ libre à des maladies opportunistes telles que le rhume ou les états grippaux par exemple,
  - sensation de mort imminente,
  - phobies : douche, téléphone, courrier, administration…

Pour porter le diagnostic, il faut s'assurer que cette anxiété n'est pas liée à un autre trouble anxieux et qu'elle entraîne une souffrance significative ou une altération du fonctionnement social (ou scolaire pour l'enfant).
L'anxiété généralisée (névrose d'angoisse) revêt deux aspects, l'un de fond, chronique : l'attente anxieuse ; l'autre surgissant brutalement et plus fortement : l'attaque d'angoisse survenant dans une situation donnée où la personne entretient un ou plusieurs scénarios négatifs et devient hypervigilante et très vulnérable aux stresseurs environnementaux.

### Manifestations somatiques
Les équivalents somatiques sont bien plus courants que les crises d'angoisse à proprement parler. Ils peuvent revêtir de nombreuses formes. Dans cette liste, les manifestations cardio-respiratoires sont les plus fréquentes. Les manifestations cardio-vasculaires incluent une augmentation de la tension artérielle et de la tension oculaire (et/ou uvéite) ; des crises de palpitations, accès de tachycardie, des lipothymies, des précordialgies et un pseudo-angor.
Les manifestations respiratoires incluent une dyspnée asthmatiforme, un syndrome d'hyperventilation aboutissant à une crise tétaniforme et un accès de toux nerveuse. Les manifestations digestives incluent une barre épigastrique, des spasmes pharyngés (boule œsophagienne), gastriques et intestinaux, une colite spasmodique, des spasmes ano-rectaux (avec ténesme et/ou épreintes), crises de hoquet et une faim et soif paroxystique. Les manifestations génito-urinaires incluent des douleurs abdomino-pelviennes, des cystalgies à urines claires, une forme de cystalgie concernant les hommes, une pollakiurie, des crises polyuriques et des troubles sexuels (inhibition).
Les manifestations neurologiques, sensorielles ou musculaires incluent céphalées, lombalgies, algies posturales, prurit, mouvements choréique (crises de tremblement rappelant une véritable danse), bourdonnements des oreilles, crises de vertige (avec sensation de dérobement des jambes ou de sensation de marche instable) et spasmes musculaires (bras, jambes, paupières). Des troubles du sommeil peuvent être diagnostiqués incluant des difficultés d'endormissement, des réveils fréquents et des cauchemars.

### Attente anxieuse
L'attente anxieuse est le symptôme le plus constant et le plus durable dans le temps.
Elle peut être définie comme un état d'alerte et de tension, permanente et forte, une inquiétude durable, sans objet défini, pouvant surgir et se concrétiser pour n'importe quel prétexte. Il peut s'agir de la peur d'une mort imminente par exemple. Pierre Janet la décrivait comme « un sentiment pénible d'attente, une peur sans objet ». « On a peur de quelque chose, tandis que l'anxiété se rapporte à soi » (Binder).
La symptomatologie peut s'exprimer sous différentes formes : sentiment d'insécurité, attente d'une menace imprécise, exagération, majoration du moindre souci, interrogations sur l'avenir et sursaut à la moindre chose. Le sujet a des troubles fréquents de la concentration et du mal à maintenir une activité intellectuelle, l'anxiété augmente au fil de la journée pour atteindre son paroxysme le soir et sentiment d'épuisement.

### Attaque d'angoisse
L'attaque d'angoisse est, au contraire plus rare, mais plus brutale et survient sans prévenir. Les symptômes sont similaires à ceux d'une crise de panique. Dans ces moments là, l'angoisse est exacerbée : libre, flottante, sans objet, impression de danger imminent, de désorganisation, de déréalisation, et surtout d'impuissance et de détresse. La personne peut avoir peur de mourir ou de perdre la raison dans l'immédiat.
Les signes physiques sont prononcés : teint pâle, haletant, tachycardie, hyperhidrose. La personne est soit agitée, soit au contraire immobile, prostrée dans l'attente de la catastrophe imminente et fatale. Les symptômes sont alors notamment gêne respiratoire, constriction thoracique, vertiges, nausées, brouillard visuel. La crise s'arrête d'elle-même au bout d'un temps variable (de quelques minutes à plusieurs heures), peut être unique ou renouvelée, et peut s'accompagner d'une débâcle polyurique ou diarrhéique.

## Diagnostics différentiel
- Maladie non psychiatrique.
- Phobie, la personne ne sait pas ce qui la rend anxieuse.
- Trouble obsessionnel compulsif.
- Trouble panique (crises de panique intenses et répétées) à distinguer des troubles anxieux généralisés malgré des signes relativement proches.
- Hypocondrie.

Les psychanalystes évoquent aussi d'autres pathologies :
- l'angoisse schizophrénique (angoisse de dépersonnalisation), cette peur de développer la schizophrénie s'aggrave en présence de personnes schizophrènes ;
- néantisation, affectivité discordante, sentiment d'hostilité de l'ambiance ;
- mélancolie anxieuse.

## Causes (facteurs de risques et pronostics)
- Stress post-traumatique (violences subies dans le passé ayant altéré le développement du cerveau) et stress actuel (environnement hostile).
- Harcèlement / Cyberharcèlement
- Antécédents familiaux[réf. nécessaire].
- Des parents surprotecteurs et stricts peuvent également prédisposer à cette affection[réf. nécessaire]. Elle peut, inversement, être provoquée par des parents violents.
- Un dérèglement de l'hormone du stress du corps (cortisol).

Les manifestations anxieuses et les attaques d'angoisse peuvent se déclencher chez une personne vulnérable à la suite d'évènements traumatiques ou vécus comme tels : frustrations, conflits ; situation d'abandon, rappelant d'anciennes expériences de séparation (névrose d'abandon) ; harcèlement, Cyberharcèlement, pression au niveau scolaire, approche des examens et maladie physique, situations de compétition (agressivité culpabilisée).

### Facteurs de risques et pronostics
Les causes tempéramentales englobent l’inhibition comportementale, l’affectivité négative (névrosisme) et l’évitement du danger.
En ce qui trait les causes environnementales, bien que les épreuves vécues dans l’enfance ou l’hyper-protection parentale aient été associées à l’anxiété généralisée, aucun facteur environnemental n’a été identifié comme spécifique à l’anxiété généralisée ou nécessaire ou suffisant pour poser le diagnostic.
Les causes génétiques représentent un tiers du risque de présenter une anxiété ; ces facteurs génétiques se chevauchent avec les risques du névrotisme et sont communs aux autres troubles anxieux et de l’humeur, notamment le trouble dépressif caractérisé.

### Cas particulier de la France
Selon certaines études la France serait le pays le plus touché par les troubles anxieux.
Selon le neuro-psychiatre Boris Cyrulnik, le manque de solidarité et l'excès de solitude dans la population française pourrait en être une cause.

## Traitement
Concernant la crise aiguë d'angoisse, si la personne en parle à sa famille, à ses collègues, à son médecin, il doit avant tout être rassuré sur l'absence de danger vital.
Les modalités de traitement tombent dans deux grandes catégories : les traitements pharmacologiques, et la psychothérapie. En plus de ces deux approches thérapeutiques conventionnelles, on retrouve tout un ensemble d'exercices et d'activités qui peut aider à soulager l'anxiété, comme l'exercice, le massage thérapeutique, etc. À l'heure actuelle, la thérapie cognitivo-comportementale (TCC) qui est une thérapie qui a pour objectif de rendre le patient autonome dans la gestion de son anxiété et la prise d'inhibiteurs de la recapture de la sérotonine sont les interventions psychothérapeutiques et pharmacologiques qui ont fait le plus de preuves d'efficacité pour réduire l'anxiété à moyen et long terme. La Thérapie cognitivo-comportementale s’est avérée efficace dans le traitement du trouble anxieux généralisé. L'intégration neuro-émotionnelle par les mouvements oculaires (EMDR) est également une technique utilisée comme traitement de l'anxiété.

### Psychothérapie
Ces méthodes incluent les méthodes de relaxation (notamment la méthode Vittoz). La psychothérapie de soutien (écoute de la personne/ dédramatisation), la psychothérapie de groupe, peuvent être utilisées ou conseillées. La thérapie cognitivo-comportementale fait de plus en plus la preuve de son efficacité dans les troubles anxieux. La thérapie psychanalytique peut s'avérer efficace chez certains patients. Dans un rapport de l'INSERM de 2004 regroupant plusieurs méta-analyses comparatives de l'efficacité des psychothérapies de 1977 jusqu'au début des années 2000, la plupart des études mettent en avant une efficacité supérieure dans les thérapies cognitivo-comportementales.
La musicothérapie peut s'avérer efficace par la pratique d'un instrument à vent qui permet de ralentir la respiration et faire baisser le cortisol (principe de cohérence cardiaque).[réf. nécessaire]
Le milieu hospitalier est généralement contre-indiqué, à l'exception de cliniques spécialisées, l'environnement est stressant. Les malades sont plutôt traités en ambulatoire.
La psychothérapie peut traiter les causes de l’anxiété. Les inhibiteurs sélectifs de la recapture de la sérotonine ou les inhibiteurs de la recapture de la sérotonine sont efficaces sur le trouble anxieux généralisé. Ces antidépresseurs mettent généralement quelques semaines à soulager l’anxiété. Les benzodiazépines sont des médicaments anxiolytiques qui soulagent rapidement l’anxiété, en général presque immédiatement. Une fois l’antidépresseur et la psychothérapie efficaces, la dose de benzodiazépine peut être lentement diminuée, puis arrêtée. Les benzodiazépines ne doivent pas être arrêtées brutalement.

### Pharmacothérapeutique
Auparavant, les benzodiazépines étaient prescrites en première intention dans la gestion des troubles anxieux. Ces médicaments sont de moins en moins utilisés en raison du risque de dépendance. Toutefois, pour les crises paniques et les crises aiguës d'angoisse, les benzodiazépines sont efficaces pour réduire l'anxiété : les recommandations sont d'un traitement de première intention aux benzodiazépines pour une durée ne dépassant pas 3-4 semaines, puis un passage aux antidépresseurs. Il est recommandé de suivre en parallèle une psychothérapie.
Les principales familles de médicaments utilisés pour leurs effets anxiolytiques sont : 
Traitements de fond (stabilisation du cortisol[réf. nécessaire]):
- les inhibiteurs sélectifs de la recapture de la sérotonine (ISRS/SSRI) : paroxétine, escitalopram, sertraline ;
- les inhibiteurs de la recapture de la sérotonine et de la noradrénaline (IRSNa) : venlafaxine (Effexor), duloxétine ;
- les antidépresseurs tricycliques (ATC) : doxépine, amitriptyline, imipramine, opipramol ;
- les anti-épileptiques : prégabaline (Lyrica) ;

Traitements d'appoint (en cas d'insomnies, attaques de panique) :
- les benzodiazépines (anxiolytiques et myorelaxants) : diazépam, alprazolam, lorazépam, etc. ;
- les neuroleptiques atypiques, à faible dose : amisulpride (Solian) si anxiété ou dépression, quétiapine (Seroquel) si insomnie, cyamémazine (Tercian) si attaque de panique, Aripiprazole (Abilify) si dissonnance post-traumatique.
- les médicaments apparentés aux benzodiazépines (Z-médicaments) : buspirone.

Le traitement de fond vise avant tout à prévenir toute nouvelle attaque de panique et à réduire l'anxiété, l'angoisse de fond.
Les traitements lourds (Tercian) sont prescrits ponctuellement en cas d'attaque de panique violente.

## Évolution
L'évolution de la maladie dépend principalement de la qualité de vie du patient : travail, argent, amour, qualité des relations. Les facteurs sociaux tels que le chômage, la précarité, la solitude, l'insécurité, aggravent la maladie.
L'évolution est variable selon les individus, irrégulière avec des phases de rémission et d'exacerbation selon les conditions de vie d'un individu. Les facteurs d'aggravation sont le stress, le surmenage, l'abus d'excitants (caféine, stimulants) et la consommation de boisson alcoolisée ou de drogues.
Des enquêtes[Lesquelles ?] (avec recul de 10 à 20 ans) ont montré une disparition complète des symptômes dans environ 10 % des cas. Des symptômes mineurs ou passagers, ne provoquant plus de handicap social, dans les 70 % de cas restants. Dans les faits, la consultation d'un psychiatre est rare. Ces derniers ne voient, en général, que les formes compliquées : décompensation dépressive, tentative de suicide, toxicomanie(s) et alcoolisme chronique.

### Développement
L’âge médian de début de l’anxiété généralisée est de 30 ans ; cependant l’âge de début s’étend sur un intervalle très large. Les symptômes de soucis et d’anxiété excessive peuvent survenir plus tôt dans la vie, mais se manifestent alors comme un tempérament anxieux. Le trouble apparaît rarement avant l’adolescence. Cependant, depuis quelques années, le trouble d'anxiété généralisée se manifeste de plus en plus chez les 12-25 ans. Chez les patients les plus malades, les troubles peuvent démarrer dès le début de la vie (enfant non désiré, abandon, parents violents). Toutes les violences subies aux cinq premières années de la vie créent un stress post-traumatique irréversible, mais cela peut se manifester par d'autres troubles (borderline, bipolaire). Les symptômes d’anxiété généralisée ont tendance à être chroniques avec des variations durant la vie, fluctuant entre des formes syndromiques du trouble. Les taux de rémission complète sont très faibles. Plus les symptômes de l’anxiété généralisée apparaissent tôt dans la vie, plus la comorbidité et l’altération du fonctionnement risquent d’être importants.
Le neuropsychiatre Boris Cyrulnik recommande aux malades de réduire les causes de stress présentes avant de tenter des thérapies pour les traumatismes réversibles.